# Eugène Winters
Eugène Winters  (Venlo, 7 augustus 1907 – Edegem, 2 november 1984) was een Nederlands-Vlaams cartoonist en illustrator.

## Biografie
In 1929 tekende hij zijn eerste cartoons voor de krant Gazet van Antwerpen. Toen in 1940 de Tweede Wereldoorlog uitbrak ontvluchtte Winters België en doorkruiste twee jaren lang Frankrijk, Spanje, Canada en de Nederlandse Antillen, waar hij perschef werd.  In 1947 keerde hij terug naar Antwerpen waar hij zijn publicaties in de Gazet van Antwerpen hervatte. 
Hij maakte vele cartoons die politieke inhoud hadden.  
Na zijn verblijf in Curaçao schreef hij enkel boeken. "De Dolende cherubijn", "De man Van Saba", "De Nacht"  uitgegeven bij het Davidsfonds. Later  schreef hij ook nog een sprookje.
Daarnaast heeft hij in 1960 1961 de voorloper Van Schipper naast Mathilde op strip (7 stuks) uitgebracht als "De avonturen van Schipper Mathias" uitgegeven bij N.V.Zuid - Nederlandse Maatschappij. 
Winters schreef ook toneelstukken voor het Nationaal Toneel, zelfs hoor- en televisiespelen en enkele romans. Men nam hem in 1978 op in de Europese Eresenaat.
Cartoonisten als Edwin Nagels (“Nagel”) zijn door hem beïnvloed.
Winters werd opgenomen in het boek  "Antwerpenaren die we nooit mogen vergeten" (2009) door Freddy Michiels.